# Elatostema subfavosum
Elatostema subfavosum är en nässelväxtart som beskrevs av Jacques Désiré Leandri. Elatostema subfavosum ingår i släktet Elatostema och familjen nässelväxter. Inga underarter finns listade i Catalogue of Life.